# Zanzibar à Saint-Sulpice
 (juillet 2025).
Pour plus de détails, voir Fiche technique et Distribution.
Zanzibar à Saint-Sulpice est un court métrage poétique de Gérard Courant tourné en 1999.

## Synopsis
En 1999, trente ans après leur révolution cinématographique, les membres du Groupe Zanzibar (Philippe Garrel, Jackie Raynal, Patrick Deval, Serge Bard, Zouzou, etc.), accompagnés de leurs amis, se retrouvent au café de la Mairie, Place Saint-Sulpice à Paris.

## Fiche technique
- Titre : Zanzibar à Saint-Sulpice
- Réalisation : Gérard Courant
- Image : Gérard Courant
- Effets spéciaux : Les Archives de l'Art Cinématonique
- Production : Gérard Courant, Les Amis de Cinématon, Les Archives de l'Art Cinématonique
- Diffusion : Les Amis de Cinématon, Les Archives de l'Art Cinématonique, La Fondation Gérard Courant
- Tournage : 24 mai 1999
- Genre : documentaire poétique
- Pays d'origine :  France
- Format : cinéma Super 8
- Cadre : 1,33
- Procédé : Couleur
- Année : 1999
- Durée : 9 minutes

## Distribution
- Jacques Baratier
- Catherine Baratier
- Serge Bard
- Caroline de Bendern (en)
- Jacques Boissonnas
- Laura Duke Condominas
- Gérard Courant
- Alain Dister
- Zouzou
- Philippe Garrel
- Esther Garrel
- Léna Garrel
- Garcia
- Patrick Deval
- Marcel Mazé
- Ester de Miro
- Dominique Noguez
- Jackie Raynal
- Jean-Paul Sarré
- Sally Shafto
- Serge T
- Caroline Deruas

## Autour du film
Le groupe Zanzibar est un rassemblement d'artistes et de poètes qui ont réalisé en France une quinzaine de films révolutionnaires et poétiques entre 1968 et 1970.
Les plus connus de ces films sont Le Révélateur, Le Lit de la Vierge et La Cicatrice intérieure de Philippe Garrel, Deux fois de Jackie Raynal et Détruisez-vous de Serge Bard.
Tous ces films ont été produits sous la forme du mécénat par Sylvina Boissonnas.
L'essayiste américaine Sally Shafto a consacré un livre très complet sur le mouvement Zanzibar : Les Films Zanzibar et les dandys de mai 1968 (éditions Paris expérimental).
Zanzibar à Saint-Sulpice a été édité en DVD en 2012 dans l'un des doubles DVD (le volume 2) "Philippe Garrel par Gérard Courant", aux éditions L'Harmattan. Par ailleurs, il est également visible sur YouTube.